# Liên Thị Tuyết Mai
Liên Thị Tuyết Mai (sinh ngày 19 tháng 02 năm 1992) là một vận động viên Taekwondo Việt Nam. Cô là thành viên đội tuyển Taekwondo Việt Nam.

## Sự nghiệp
Liên Thị Tuyết Mai đoạt huy chương vàng thế giới đồng đội 5 người năm 2011, huy chương bạc cá nhân thế giới và châu Á năm 2012, huy chương bạc thế giới 2016, huy chương vàng giải vô địch châu Á 2018. 
Ba võ sĩ Ngô Thị Thuỳ Dung, Liên Thị Tuyết Mai và Nguyễn Thị Lệ Kim đã có màn thể hiện tốt để mang về số điểm 8.210 giành huy chương vàng Tại Đại hội Thể thao Đông Nam Á 2019.

### Năm 2024
Ngày 15 tháng 5 năm 2024 Châu Tuyết Vân, Liên Thị Tuyết Mai và Nguyễn Thị Lệ Kim giành huy chương vàng tại giải vô địch quyền taekwondo châu Á năm 2024 ở nội dung quyền tiêu chuẩn đồng đội nữ T30.

## Thành tích nổi bật

### Thể thao
| Năm  | Giải đấu                         | Nơi diễn ra | Thành tích      | Nguồn |
| ---- | -------------------------------- | ----------- | --------------- | ----- |
| 2019 | Đại hội Thể thao Đông Nam Á 2019 | Philippines | Huy chương vàng | [ 2 ] |
| 2024 | Giải Vô địch Taekwondo châu Á    | Việt Nam    | Huy chương vàng | [ 3 ] |

### Thành tích
- Huân chương Lao động hạng Nhất (năm 2025)[4]